# Дидона, основательница Карфагена
«Дидона, основательница Карфагена», иначе «Дидона при основании Карфагена, или Расцвет Карфагенской империи» (англ. Dido building Carthage, or the rise of the Carthaginian Empire) — картина Уильяма Тёрнера, написанная в 1815 году. С 1856 года хранится в Национальной галерее.

## Сюжет
Сюжет взят из «Энеиды» Вергилия. Дидона, сестра Пигмалиона, царя тирийцев, и жена Сихея, бежала в Ливию после того, как потерпела поражение в борьбе за власть. Здесь, согласно легенде, она основала город Карфаген. Тёрнер часто обращался к классическим сюжетам, а история Дидоны и Энея была одной из любимых: уже перед самой смертью он завершил четыре картины на эту тему.
В «Дидоне» наиболее полно отражён идеалистический подход к отображению мира в искусстве, сформировавшийся у художника под влиянием Рейнолдса, лекции которого Тёрнер посещал в Королевской академии.
Верный своим убеждениям, что живописное произведение должно нести заряд назидательности, художник противопоставляет кипение жизни города и смерть — в правой части картины изображена гробница Сихея.

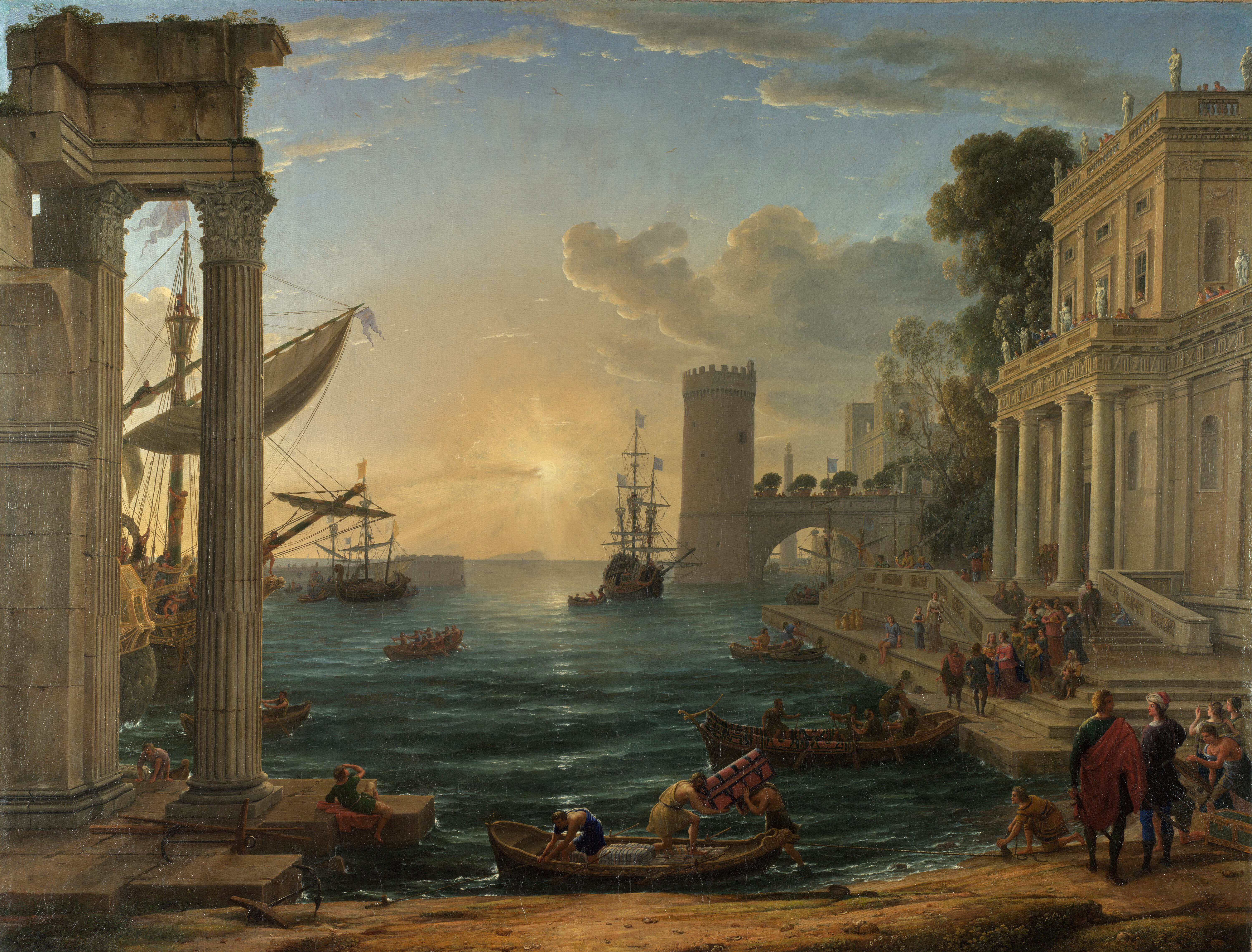
Отплытие царицы Савской, Клод Лоррен, 1648

Несомненно влияние исторического пейзажа Лоррена «Отплытие царицы Савской», который произвёл неизгладимое впечатление на Тёрнера ещё в 1799 году. Увидев это полотно, принадлежавшее лондонскому коллекционеру Энгерстайну, художник расплакался. На расспросы хозяина Тёрнер воскликнул: «Это потому, что я никогда не смогу нарисовать что-нибудь подобное!». Художник, считавший «Дидону» своим шедевром, в первой редакции своего завещания поставил условие, чтобы его тело завернули в картину перед тем, как опустить в могилу. Однако Тёрнер изменил завещание после замечания душеприказчика, что завещание будет исполнено, но тело тут же вынут, чтобы вернуть полотно. Тёрнер неизменно отвечал отказом на все предложения продать «Дидону». Он завещал картину Национальной галерее с условием, чтобы она экспонировалась рядом с «Отплытием царицы Савской».
Возможно, что необычное свечение солнца, изображённое на полотне, — результат наблюдений Тёрнером световых эффектов, порождённых извержением индонезийского вулкана Тамбора. В апреле 1815 года в результате этой природной катастрофы в атмосферу было выброшено более 100 кубических километров пепла. Это вызвало изменения климата на всей планете, породило бесконечные туманы, а следующий, 1816 год, стал известен как «год без лета».